# Infanticídio feminino na China

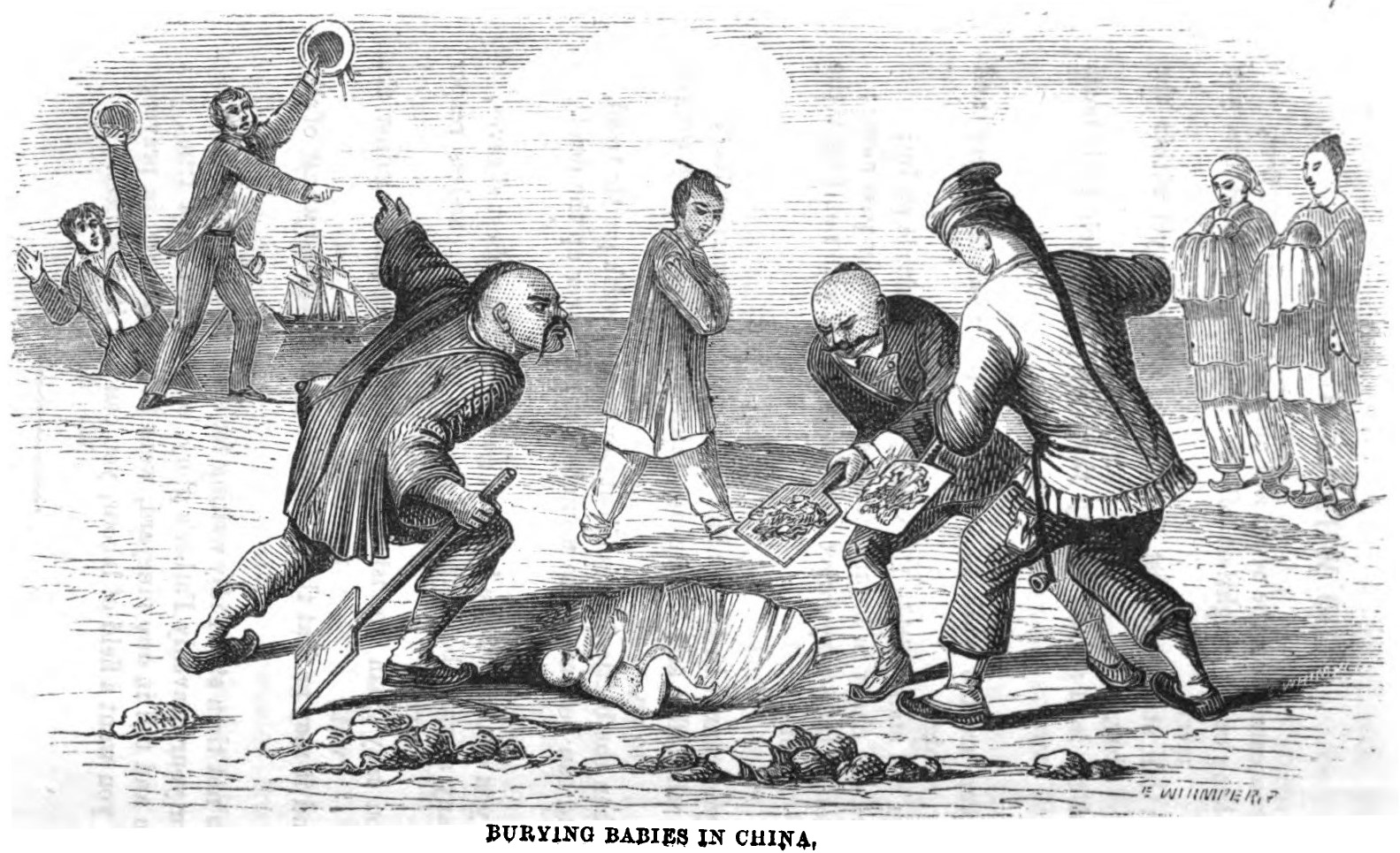
Enterrando bebês na China (1865)

O infanticídio feminino na China trata sobre a prática do infanticídio, sobretudo de meninas, na República Popular da China e seus antecessores, que têm uma história de infanticídio feminino abrangendo mais de 2.000 anos. Em todo o mundo, a prática do infanticídio tem sido praticada desde a antiguidade para efeitos de controle populacional. É um método não sancionado de planeamento familiar, que tem sido tolerado durante séculos na área até tempos recentes. O fenômeno também é referido como "generocídio do sexo feminino"; no entanto, a palavra "generocídio" pode ser utilizada para ambos os sexos.

## Visão geral
A prática do infanticídio feminino na China, historicamente, tinha uma visão social tolerante, embora sempre fosse passível de críticas. Budistas escreveram que a matança de crianças traria mau karma e que, por outro lado, aqueles que salvassem a vida de uma criança quer através de intervenção ou por meio de presentes de dinheiro ou comida iria ganhar um bom karma, levando a uma vida próspera, uma vida longa e de sucesso para seus filhos. No entanto, a crença budista na reencarnação significava que a morte de uma criança não era o fim, já que essa criança iria renascer, com essa crença diminuindo a culpa sentida sobre o infanticídio feminino. O confucionismo e o infanticídio feminino, por sua vez, sempre estiveram em conflito. Ao colocar valor na idade mais avançada, Confúcio, com sua piedade filial, diminuía o valor das crianças, enquanto que a crença confuciana de Ren levou intelectuais confucionistas a apoiar a ideia de que o infanticídio feminino estava errado e que a prática iria perturbar o equilíbrio entre Yin-yang.
Quando os missionários cristãos chegaram à China, no final do século XVI, eles testemunharam os recém-nascidos sendo jogados em rios ou em pilhas de lixo. No século XVII, Matteo Ricci documentou que a prática ocorria em várias províncias da China e disse que a principal razão para a prática era a pobreza. A prática continuou até o século XIX e diminuiu vertiginosamente durante a era comunista, mas ressurgiu como um problema desde a introdução da política de um filho em meados da década de 1970. [8] O censo de 1990 mostrou uma razão sexual total de 1.066, uma relação sexual normal para todas as idades deve ser inferior a 1,02.

## Séculos XIX e XX

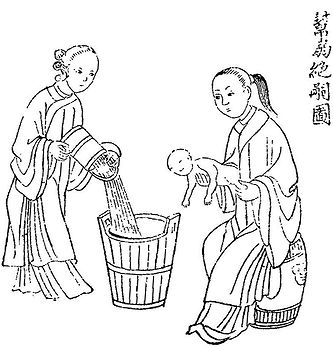
Retrato chinês sobre o infanticídio por afogamento (1800)

Durante o século XIX, a prática era generalizada. Leituras de textos da dinastia Qing mostram uma prevalência do termo nü ni (afogar meninas), e o afogamento era o método mais comum usado para matar crianças do sexo feminino. Outros métodos utilizados foram a asfixia e a fome. Deixar uma criança exposta aos elementos da natureza era outro método de matar um lactente, a criança poderia ser colocado dentro de um cesto que era, então, colocado em uma árvore. Conventos budistas criavam "torres de bebê" para as pessoas deixarem crianças do sexo feminino. Em 1845, na província de Jiangxi, um missionário escreveu que as crianças que eram deixadas expostas aos elementos da natureza sobreviviam por até dois dias, em média, enquanto as pessoas que passavam ignoravam a criança e seus gritos. O missionário David Abeel relatou, em 1844, que entre um terço e um quarto de todas as crianças do sexo feminino foram mortas após o nascimento ou algum tempo depois.
Em 1878, o jesuíta francês Gabriel Palatre documentou sua passagem por 13 províncias chinesas, também encontraram evidências de infanticídio, principalmente nas províncias de Shanxi e Sichuan. De acordo com informações dos relatos de Palatre, a prática foi mais amplamente difundida nas províncias do sudeste e na região do rio Lower Yangzi.
Em 1930, Rou Shi, um membro notável do Movimento Quatro de Maio, escreveu o conto "A Slave-mãe". Nele, ele retratou a extrema pobreza em comunidades rurais da China, que foi uma causa direta de infanticídio feminino.
Um documento publicado pelo governo chinês em 1980 declarou que a prática do infanticídio feminino era um "mal feudalístico". A posição oficial do Estado sobre a prática é que é um extravasamento de tempos feudais, e não é um resultado da política do filho único do Estado. De acordo com Jing Bao-Nie, seria "inconcebível" acreditar que não há nenhuma ligação entre as políticas de planejamento familiar do Estado e o infanticídio feminino.
Em 25 de setembro de 1980, em uma "carta aberta", o Partido Comunista da China solicitou que os membros do partido dessem o exemplo e tivessem apenas um filho. A partir de quando a política do filho único foi proposta pela primeira vez, havia preocupações de que isso levaria a um desequilíbrio na proporção entre os sexos. No início dos anos 1980, altos funcionários tornaram-se cada vez mais preocupados com relatos de abandono e infanticídio feminino, por parte dos pais que estavam desesperados por um filho do sexo masculino. Em 1984, o governo tentou resolver o problema, ajustando a política do filho único para permitir que casais cujo primeiro filho é uma menina pudessem ter um segundo filho.